# منتخب يوغوسلافيا لكرة اليد للسيدات
منتخب يوغوسلافيا لكرة اليد للسيدات كان الممثل الرسمي ليوغوسلافيا في رياضة كرة اليد. فاز ببطولة العالم لكرة اليد للسيدات سنة 1973.

## النتائج

### الألعاب الأولمبية
- 1976 - لم يتأهل
- 1980 -  2
- 1984 -  المركز الأول
- 1988 - 4

### بطولة العالم
- 1957 -  3
- 1962 - 4
- 1965 -  2
- 1971 -  2
- 1973 -  المركز الأول
- 1975 - 5
- 1978 - 5
- 1982 -  3
- 1986 - 6
- 1990 -  2